# Châtelard
Châtelard é uma comuna francesa na região administrativa da Nova Aquitânia, no departamento de Creuse. Estende-se por uma área de 2,42 km². Em 2010 a comuna tinha 31 habitantes (densidade: 12,8 hab./km²).